# Amauromyza indecisa
Amauromyza indecisa är en tvåvingeart som först beskrevs av Malloch 1913.  Amauromyza indecisa ingår i släktet Amauromyza och familjen minerarflugor.
Artens utbredningsområde är New Mexico. Inga underarter finns listade i Catalogue of Life.